# Pieter Cullis
Pieter Rutter Cullis OC est un physicien et biochimiste canadien connu pour ses contributions au domaine des nanoparticules lipidiques . Les nanoparticules lipidiques sont essentielles aux vaccins à ARNm actuels en tant que système de délivrance. 

## Recherches
Cullis obtient un doctorat en physique de l'Université de la Colombie-Britannique, puis part à l'Université d'Oxford pour travailler comme boursier postdoctoral en biochimie travaillant sur la RMN. Pendant son séjour à Oxford, il commence à travailler sur les lipides . Dans les années 1980, il crée son propre laboratoire à l'Université de la Colombie-Britannique et commence à créer des bicouches lipidiques et fonde Inex Pharmaceuticals, où ils recherchent des moyens d'encapsuler des médicaments et des acides nucléiques dans les particules lipidiques . Il travaille sur le développement de Patisiran, un médicament qui utilise de petits ARN interférents délivrés via des nanoparticules lipidiques et est approuvé par la FDA en 2018.
En 1986, il reçoit le Prix Ayerst de la Société canadienne de biochimie . En 2004, il est élu membre de la Société royale du Canada.
En 2021, il reçoit le Prix Prince-Mahidol . En 2022, il est fait Officier de l'Ordre du Canada, reçoit le Grand Prix du Prix VinFuture , le Prix Gairdner , le Prix du Gouverneur général pour l'innovation  et le Prix Tang en sciences biopharmaceutiques .